# Мумія (фільм, 1932)
«Мумія» (англ. The Mummy, 1932) — американський художній фільм Карла Фройнда 1932 року, один з ряду знаменитих фільмів жахів студії Universal початку 1930-х років.

## Сюжет
У 1921 році археологічна експедиція Британського Музею під керівництвом сера Джозефа Вемпла (Артур Байрон) виявляє в Єгипті саркофаг з мумією жерця Імхотепа і закритий ящик, на якому написано попередження про прокльони тому, хто відкриє його. Каїрський лікар і містик доктор Мюллер (Едвард ван Слоун) умовляє Вемпла не йти проти давньої магії. Ральф (Бремвелл Флетчер), молодий асистент Вемпла, розкриває ящик і встигає переписати перші фрази давнього папірусу Тота, яким, за легендами, Ісіда оживила Озіріса. Прочитання навіть частини тексту виявляється досить, щоб Імхотеп ожив, викрав папірус і втік. Проклін збувається — побачивши ожилу мумію, Ральф божеволіє.
У 1932 році інша експедиція Британського Музею, учасником якої є Френк, син Джозефа Вемпла (Девід Меннерс), одержує від місцевого багатого історика-аматора Ардет-Бея (Борис Карлофф) вказівку на місце, де може бути знайдена гробниця принцеси Анксенамун. Гробниця дійсно знайдена, вона запечатана магічною печаткою Семи Шакалів і не розграбована. Археологи з тріумфом передають знайдені скарби і мумію принцеси в Каїрський Музей, де відкривається спеціальна експозиція.
Після закриття музею біля вітрини з тілом Анксенамун залишається Ардет-Бей (насправді він — ожилий Імхотеп), що розвертає папірус Тота і починає «кликати душу» принцеси. На цей заклик відгукується Гелен Гровенор (Зіта Йоханн), дочка губернатора Судану і єгиптянки з древнього роду. Вона входить у транс і, залишивши великосвітський бал, їде на таксі до Каїрського Музею. У цей час охоронець музею виявляє Ардет-Бея біля мумії, намагається викликати підмогу, але вмирає, устигнувши лише вирвати в Ардет-Бея папірус. Піднято тривогу; Ардет-Бей зникає, а папірус Тота попадає в руки до Джозефа Вемпла.
Гелен під дією закляття приїжджає до музею, однак двері замкнені, і Гелен відразу на ґанку непритомніє. Френк, його батько і доктор Мюллер відвозять її в будинок до Вемплів. Залишаючись непритомною, Гелен вимовляє кілька фраз давньоєгипетською, називаючи імена Імхотепа й Анксенамун. Джозеф Уемпл і доктор Мюллер встановлюють, що вона одержима древнім закляттям, зв'язують це зі знахідкою папірусу і здогадуються, що саме відбулося з мумією Імхотепа десять років тому.

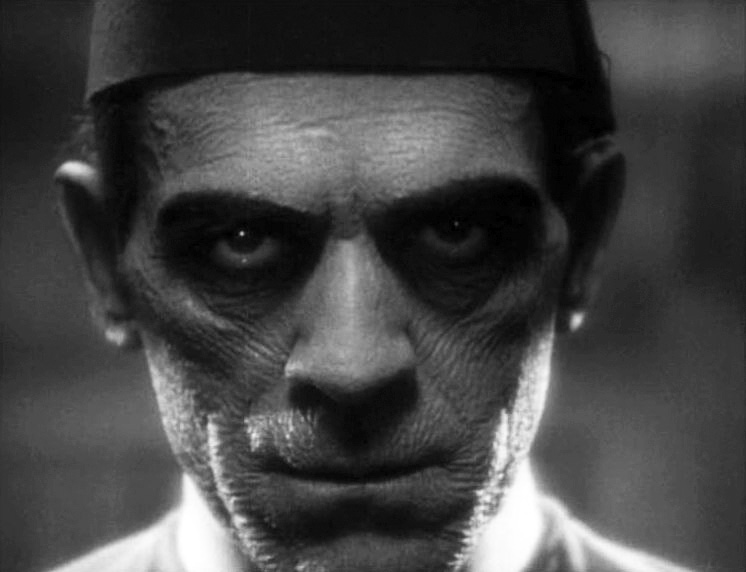
Борис Карлофф у ролі Імхотепа

Гелен повертається свідомість і вони з Френком миттєво закохуються один в одного. Однак незабаром у будинку з'являється Ардет-Бей, що бачить в Гелен нове втілення Анксенамун і намагається заволодіти її свідомістю. Його спробу припиняють Джозеф Вемпл і доктор Мюллер. Ардет-Бей змушений піти. Доктор Мюллер дає Френку, за життя якого він особливо турбується, давній талісман Ісіди, що оберігає від злого чаклунства. Гелен, знесилена боротьбою з чарами Ардет-Бея, змушена залишитися в будинку Вемплів.
Професор Вемпл намагається спалити папірус Тота, але заклинання Ардет-Бея убиває його. Папірус Тота знову виявляється в Ардет-Бея, що прикликає до себе Гелен і показує їй у магічному дзеркалі історію про Імхотепа й Анксенамун. Гелен повертається додому — Ардет-бею потрібен час, щоб підготувати обряд переносу душі Анксенамун у тіло Гелен. Незабаром він знову починає прикликати дівчину до себе — цього разу для того, щоб зробити обряд. Френк спочатку намагається утримати Гелен, але доктор Мюллер умовляє його відпустити її, щоб довідатися, де знаходиться Имхотеп і застати його зненацька.
Заклинання Імхотепа ледь не убиває Френка, але той устигає захиститися амулетом і всього лиш непритомніє. Гелен одна іде до Ардет-Бея; той будить у ній душу Анксенамун, веде в музей і переконує добровільно прийняти ритуальну смерть на вівтарі, щоб він міг за допомогою папірусу Тота і повернути її до життя в безсмертному тілі — зробити ожилою мумією, такою ж, як і він сам. Для того, щоб «звільнити душу» Анксенамун, він спалює мумію своєї коханої. Гелен не хоче вмирати, однак зворотного шляху в Імхотепа вже немає. Для того, щоб повернути Анксенамун, він повинний убити Гелен, і він готовий зробити це будь-що.
У цей момент у Музей уриваються Френк Уемпл і доктор Мюллер. Імхотеп намагається здолати їх, однак амулет оберігає англійців від його заклять. Гелен-Анксенамун зветрається до давньої магії Єгипту і звертає на Імхотепа гнів Ранніх Богів. Статуя Ісіди піднімає жезл. Проклятий папірус палає на вівтарі. Імхотеп умирає.

## У ролях
- Борис Карлофф — Імхотеп / Ардет-Бей
- Зіта Йоганн  — Гелен Гросвенор / принцеса Анксенамун
- Девід Меннерс  — Френк Вемпл
- Артур Байрон  — сер Джозеф Вемпл
- Едвард Ван Слоун  — доктор Мюллер
- Бремвелл Флетчер  — Ральф Нортон
- Нобл Джонсон  — нубієць
- Джеймс Крейн  — фараон

## Цікаві факти
- П'єса Ніни Вілкокс Патнем і Річарда Шаєра, за якою передбачалося поставити фільм, називалася «Каліостро» («Cagliostro»). Згодом вона була переписана «під Єгипет» Джоном Балдерстоном з метою поексплуатувати цікавість публіки до знахідки знаменитої гробниці Тутанхамона.
- Ім'я «Імхотеп» було узято Джоном Балдерстоном з ієрогліфічного напису — це ім'я одного з давньоєгипетських архітекторів.
- Фільм став режисерським дебютом Карла Фройнда, оператора, що працював з камерою на зйомках в тому числі і таких німецьких фільмів, як «Голем» і «Метрополіс», а після переїзду до США — «На західному фронті без змін» і «Дракула».
- Грим для ролі Імхотепа розробляв Джек Пірс. Ретельне накладення гриму для зйомок великих планів займало в нього і Бориса Карлоффа до восьми годин у день.
- Епізод спогадів Імхотепа про події давнини навмисно знятий у манері німого кіно — без реплік, з характерною виразною жестикуляцією і мімікою персонажів і навіть із дещо зміненою швидкістю зйомки.
- У початковому варіанті фільму був великий епізод, що показував почергові реінкарнації Анксенамун у різних епохах історії. Цей матеріал був цілком вилучений із прокатної версії фільму за вимогою цензури і вважається втраченим. Єдиним залишком цього епізоду є згадка в титрах Генрі Віктора, що так і не з'явився на екрані у ролі «саксонського воїна».
- Деякі ситуації і мізансцени фільму майже точно імітують ситуації і мізансцени фільму «Дракула» — першого надпопулярного звукового фільму жахів студії Universal.
- Прем'єра фільму відбулася 22 грудня 1932 року.
- Ім'я «Імхотеп» стало настільки відомим серед кіноманів у зв'язку з темою Стародавнього Єгипту, що це викликало його пародійні згадки в кінокомедії «Астерікс і Обелікс: Місія Клеопатра» (Asterix & Obelix: Mission Cleopatre, 2002) — воно використовується там як «давньоєгипетський вигук» і як назва коктейлю.

## Продовження і рімейки

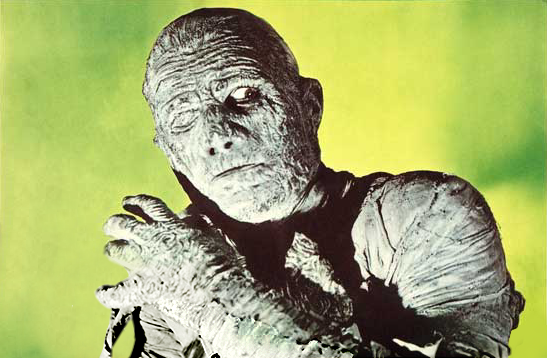
Примара мумії, 1944.

- У 1940-х роках було знято кілька прямих і непрямих продовжень і рімейків цього фільму:
  - «Рука мумії» (The Mummy's Hand, 1940)
  - «Гробниця мумії» (The Mummy's Tomb, 1942)
  - «Примара мумії» (The Mummy's Ghost, 1944)
  - «Прокляття мумії» (The Mummy's Curse, 1944)
- Поставлений Теренсом Фішером британський рімейк «Мумія» (The Mummy, 1959) (на наших теренах виходив також з назвою «Проклін фараонів») за сюжетом є набагато ближчим до сиквелу «Рука мумії», аніж до оригінального фільму.
- Надпопулярний блокбастер Стівена Соммерса «Мумія» (The Mummy, 1999) доволі чітко дотримується сюжетної ідеї вихідного фільму, хоча події та інтонації відійшли від нього дуже далеко.